# Bai mu dan
El té bai mu dan (白牡丹) es un té blanco de origen chino. Las cosechas de mejor calidad se dan entre finales de abril y principios de mayo. Recibe su nombre chino, que quiere decir «peonia blanca», por la forma en que las hojas de té parecen florecer cuando se les vierte encima el agua caliente. es debido a que las y a veces se transcribe también como pai mu tan.
Es una de los tés blancos más populares de la República Popular China, junto con el bai hao yin zhen, el shou mei y gong mei. Estas variedades blancas son más típicas de las provincias sureñas como Fujian. Es similar al té yin zhen, y ambos provendrían de la misma variedad de té.